# 单镜头模式

上图展示了一套单镜头设置。

單鏡頭製作模式或單鏡頭設置是一種電影拍攝、影片製作的方法。
單鏡頭模式最初隨著1910年代經典好萊塢電影的誕生而開發，並作為電影製作的基本模式繼續存在。在電視節目製作中，單鏡頭模式和多鏡頭模式都被普遍運用。

## 单镜头电视剧
电视剧生产商会根据电视剧本身来决定使用单镜头模式或者多镜头模式，不像电影生产商基本都使用单镜头模式。在电视行业单镜头模式大多保留在黄金时段的电视剧、电视电影、音乐视频和商业广告。而肥皂剧、脱口秀以及情景喜剧则更频繁地使用的多镜头模式。